# Aniano (astronomo ecclesiastico)
Aniano fu uno sconosciuto astronomo e poeta, autore del Computus Manualis Magistri Aniani, un componimento di circa 250 esametri in lingua latina, che ebbe molta diffusione nel Medioevo e nel Rinascimento. Esso espone in versi le caratteristiche del calendario giuliano e del ciclo delle fasi lunari in accordo con il calendario lunisolare ecclesiastico; un argomento indispensabile per tutti i sacerdoti ma anche per molti laici (soprattutto gli storici e gli astronomi). Solo padroneggiando il computus, infatti, era possibile sapere quale giorno della settimana fosse una specifica data, passata o futura, quale fosse la fase lunare in quel giorno, quando cadevano le festività mobili della liturgia cristiana, ecc. 
L'opera fu il primo testo su questo argomento ad essere stampato ed ebbe oltre 50 edizioni fra il 1483, quando venne stampato a Parigi da Guy Marchant, e il 1515. In seguito la grande diffusione della stampa dei calendari dell'anno corrente e pluriennali soddisfò le necessità del grande pubblico e la conoscenza dettagliata delle regole del calendario interessò solo gli specialisti. L'opera di Aniano, tuttavia, è tuttora d'interesse per la storia del calendario.

## Biografia
La vicenda biografica di Aniano viene collocata da alcune enciclopedie ottocentesche nel secolo XV, periodo in cui la sua opera fu stampata per la prima volta. Questa datazione è risultata erronea dopo la scoperta di alcuni manoscritti trecenteschi della sua opera. Secondo Clovis Brunel, tuttavia, l'unica cosa certa è che sia vissuto prima del 1314. Secondo altri l'autore fu probabilmente un monaco benedettino vissuto nella seconda metà del XIII secolo nel monastero di Aniane, nei pressi di Montpellier in Linguadoca.

## Opera
Dopo una lunga premessa metodologica in prosa, il Computus si divide in quattro parti: la prima espone il ciclo solare di 28 anni, la seconda il ciclo lunare (anni embolismici, epatte, saltus lunae, ecc.); la terza copre le festività fisse e mobili (fra cui le principali feste dei santi); la quarta le stagioni. Nella maggior parte delle edizioni, tuttavia, il testo viene diviso in 34 parti di lunghezza variabile da 2 a 18 versi, separate da commenti in prosa, che risalirebbero a Jacques Marsus, un erudito del Delfinato. Il testo inoltre contiene un calendario, schemi e tabelle prodotti da Nicolaus Bonaspes, alias Nicolas Dupuy, un erudito del primo Quattrocento, che viveva a Troyes (Champagne).
Il testo di Aniano, inoltre, contiene disegni che insegnano ad utilizzare le diverse giunture delle dita della mano sinistra come un abaco per il calcolo.. La parola "manualis" nel titolo dell'opera è da intendere in senso letterale, come spiega l'autore nel primo verso, in quanto uno degli obiettivi dell'opera era proprio di insegnare al lettore come utilizzare le dita della mano sinistra per svolgere meccanicamente calcoli calendariali complessi. Se ne vanta l'autore stesso nei primi versi dell'opera:
La mano sinistra tutto ciò ci rende noto.»
(Primi due versi del Compotus manualis magistri Aniani)
Si osservi che questi versi latini sono esametri leonini, cioè dotati di una rima interna (talis/manualis; totum/notum). Questa caratteristica, tuttavia è assente nella maggior parte del componimento, benché affermata in molte enciclopedie.
Nel secolo XX, l'opera di Aniano è stata studiata approfonditamente prima da Christopher Wordsworth e successivamente da David Eugene Smith, che hanno classificato e confrontato tutte le edizioni stampate nel Quattrocento e nei primi decenni del Cinquecento

## Aniano e l'astrologia
Nei siti astrologici viene spesso citato Aniano come un cultore medievale della loro arte. In realtà Aniano parla solo delle regole del calendario giuliano utilizzando i vocaboli "astrologo" e "astrologia" solo in contesti in cui le parole astrologia e astrologo devono essere interpretate secondo l'uso antico come astronomia e astronomo.  Nella prefazione afferma: "Et differt Compotus ab astrologia sicut pars a suo toto quia Compotus considerat solum motum Solis et Lunae, sed astrologia totum motum omnium planetarum". Analogamente, quando enumera e commenta i segni zodiacali, li identifica con i mesi del calendario (ariete=marzo, ecc.) e li spiega con eventi mitologici greco-romani o biblici. Riconosce tuttavia che c'è una discrepanza nella posizione del primo punto d'ariete in quanto afferma: "Secundum astrologos sol intrat per culum arietis".
La frase vuol dire che il Sole entra effettivamente nella costellazione dell'Ariete quando il mese di marzo è ormai quasi trascorso.